# Montenegro ai Giochi della XXXII Olimpiade
Il Montenegro ha partecipato ai Giochi della XXXII Olimpiade, che si sono svolti a Tokyo, Giappone, dal 23 luglio all'8 agosto 2021 (inizialmente previsti dal 24 luglio al 9 agosto 2020 ma posticipati per la pandemia di COVID-19) con trentaquattro atleti, sedici uomini e diciotto donne.
Si è trattata della quarta partecipazione di questo paese ai Giochi estivi da quando ha ottenuto l'indipendenza nel 2006.

## Delegazione
| Sport            | Uomini | Donne | Totale |
| ---------------- | ------ | ----- | ------ |
| Atletica leggera | 1      | 1     | 2      |
| Judo             | 0      | 1     | 1      |
| Nuoto            | 1      | 1     | 2      |
| Pallamano        | 0      | 14    | 14     |
| Pallanuoto       | 13     | 0     | 13     |
| Tiro             | 1      | 0     | 1      |
| Vela             | 5      | 4     | 9      |
| Totale           | 16     | 18    | 34     |

## Atletica leggera
| Q | Qualificato al turno successivo per la posizione in qualificazione                                                           |
| q | Qualificato per il turno successivo per ripescaggio o, negli eventi su campo, conquistando la misura minima per qualificarsi |

Eventi su campo
Maschile
| Atleta          | Evento           | Qualifica | Qualifica | Finale          | Finale          |
| Atleta          | Evento           | Misura    | Posizione | Misura          | Posizione       |
| --------------- | ---------------- | --------- | --------- | --------------- | --------------- |
| Danijel Furtula | Lancio del disco | 59,93     | 24º       | Non qualificato | Non qualificato |

Femminile
| Atleta         | Evento        | Qualifica | Qualifica | Finale | Finale    |
| Atleta         | Evento        | Misura    | Posizione | Misura | Posizione |
| -------------- | ------------- | --------- | --------- | ------ | --------- |
| Marija Vuković | Salto in alto | 1,95      | =1ª Q     | 1,96   | 9ª        |

## Judo
| Atleta         | Evento          | 16-esimi             | Ottavi               | Quarti               | Semifinali           | Ripescaggio          | Finale / FB          | Posizione       |                 |
| Atleta         | Evento          | Avversario Risultato | Avversario Risultato | Avversario Risultato | Avversario Risultato | Avversario Risultato | Avversario Risultato | Posizione       |                 |
| -------------- | --------------- | -------------------- | -------------------- | -------------------- | -------------------- | -------------------- | -------------------- | --------------- | --------------- |
| Jovana Peković | 78 kg femminile | K. Prodan P (00-10)  | Non qualificata      | Non qualificata      | Non qualificata      | Non qualificata      | Non qualificata      | Non qualificata | Non qualificata |

## Nuoto
Maschile
| Atleta          | Gara                   | Batterie | Batterie | Semifinali      | Semifinali      | Finale          | Finale          |
| Atleta          | Gara                   | Tempo    | Pos.     | Tempo           | Pos.            | Tempo           | Pos.            |
| --------------- | ---------------------- | -------- | -------- | --------------- | --------------- | --------------- | --------------- |
| Boško Radulović | 100 metri stile libero | 53"60    | 61º      | Non qualificato | Non qualificato | Non qualificato | Non qualificato |

Femminile
| Atleta           | Gara                   | Batterie | Batterie | Semifinali      | Semifinali      | Finale          | Finale          |
| Atleta           | Gara                   | Tempo    | Pos.     | Tempo           | Pos.            | Tempo           | Pos.            |
| ---------------- | ---------------------- | -------- | -------- | --------------- | --------------- | --------------- | --------------- |
| Andela Antunović | 100 metri stile libero | 1'00"01  | 49ª      | Non qualificata | Non qualificata | Non qualificata | Non qualificata |

## Pallamano
| Squadra             | Torneo    | Girone               | Girone               | Girone               | Girone                | Girone               | Girone | Quarti               | Semifinali           | Finale               | Pos.            |
| Squadra             | Torneo    | Avversario Punteggio | Avversario Punteggio | Avversario Punteggio | Avversario Punteggio  | Avversario Punteggio | Pos.   | Avversario Punteggio | Avversario Punteggio | Avversario Punteggio | Pos.            |
| ------------------- | --------- | -------------------- | -------------------- | -------------------- | --------------------- | -------------------- | ------ | -------------------- | -------------------- | -------------------- | --------------- |
| Nazionale femminile | Femminile | Angola V 33-22       | Giappone P 26-29     | Norvegia P 23-25     | Corea del Sud V 28-26 | Paesi Bassi P 29-30  | 3ª Q   | ROC P 26-32          | Non qualificata      | Non qualificata      | Non qualificata |

## Pallanuoto
| Squadra            | Torneo   | Girone               | Girone               | Girone               | Girone               | Girone               | Girone | Quarti               | Semifinali                             | Finale                         | Pos. |
| Squadra            | Torneo   | Avversario Punteggio | Avversario Punteggio | Avversario Punteggio | Avversario Punteggio | Avversario Punteggio | Pos.   | Avversario Punteggio | Avversario Punteggio                   | Avversario Punteggio           | Pos. |
| ------------------ | -------- | -------------------- | -------------------- | -------------------- | -------------------- | -------------------- | ------ | -------------------- | -------------------------------------- | ------------------------------ | ---- |
| Nazionale maschile | Maschile | Australia V 15-10    | Spagna P 6-8         | Croazia P 8-13       | Kazakistan V 19-12   | Serbia P 6-13        | 4ª Q   | Grecia P 4-10        | Semifinale 5º/8º posto Croazia P 10-12 | Finale 7º posto Italia P 17-18 | 8ª   |

## Tiro a segno/volo
| Atleta          | Evento                                | Qualificazione | Qualificazione | Finale          | Finale          |
| Atleta          | Evento                                | Punteggio      | Classifica     | Punteggio       | Classifica      |
| --------------- | ------------------------------------- | -------------- | -------------- | --------------- | --------------- |
| Jelena Pantović | Pistola 10 m aria compressa femminile | 534            | 53ª            | Non qualificato | Non qualificato |

## Vela
M è la Medal race, si qualificano solo i primi 10 della classifica dopo le prime regate.
| Atleta        | Evento         | Regata | Regata | Regata | Regata | Regata | Regata | Regata | Regata | Regata | Regata | Regata | Regata | Regata | Punteggio Totale | Punteggio Netto | Classifica |
| Atleta        | Evento         | 1      | 2      | 3      | 4      | 5      | 6      | 7      | 8      | 9      | 10     | 11     | 12     | M      | Punteggio Totale | Punteggio Netto | Classifica |
| ------------- | -------------- | ------ | ------ | ------ | ------ | ------ | ------ | ------ | ------ | ------ | ------ | ------ | ------ | ------ | ---------------- | --------------- | ---------- |
| Milivoj Dukić | Laser maschile | 29     | 1      | 12     | 26     | 5      | 11     | 15     | 27     | 26     | 14     | N.D.   | N.D.   | EL     | 166              | 137             | 17º        |